# 樂野村
樂野村位於台灣嘉義縣阿里山鄉，村莊多為熱情淳樸的鄒族人居住，楓樹之村。

## 基本介绍
樂野，鄒語名為「Lalauya」，百年前，拉拉吾雅的先人原居住在石壁地區（Meoina），因為歷經惡疾肆虐及地層滑落等災難，拉拉吾雅人決定另覓居所。遷徙的先人發現一處長滿楓香的林地，純靜優雅猶如人間仙境，於是決定遷居於此，並將此地取名為「拉拉吾雅」Lalauya，意指美麗的楓香林地。

## 景點
- 優遊吧斯阿里山鄒族文化部落

## 外部連結
- 楓樹之村 （页面存档备份，存于）